# Singapur Open 1963
Die Singapur Open 1963 im Badminton fanden vom 26. bis zum 28. Juli 1963 in Singapur statt.

## Finalergebnisse
| Disziplin    | Sieger                   | Finalist                | Ergebnis           |
| ------------ | ------------------------ | ----------------------- | ------------------ |
| Herreneinzel | Teh Kew San              | Yew Cheng Hoe           | 11:15, 15:3, 15:1  |
| Dameneinzel  | Sylvia Tan               | Lim Choo Eng            | 11:1, 11:4         |
| Herrendoppel | Tan Yee Khan Ng Boon Bee | Teh Kew San George Yap  | 15:11, 15:17, 15:6 |
| Damendoppel  | Sylvia Tan Tan Yee Chin  | Helen Ong Lim Choo Eng  | 15:5, 18:16        |
| Mixed        | Ong Poh Lim Lim Choo Eng | Tan Boon Liat Nancy Sng | 15:8, 15:6         |